# ロゲル・ルート
ロゲル・ルート（Roger Ruud、1958年10月7日 - ）は、ノルウェー、アーケシュフース県Hurdal出身の元スキージャンプ選手。1970年代末から1980年代中盤まで国際大会で活躍した。

## プロフィール
現役時代はLensbygda Sportsklubbに所属し、1975年から1978年までノルウェージュニア選手権を4連覇した。
1980年のレークプラシッドオリンピックに出場、70m級13位、90m級6位の成績を残した。ノルウェー選手権では1981年ラージヒル、1982年と1986年にノーマルヒルで優勝している。
1981年のホルメンコーレンスキー大会で優勝、またスキージャンプ・ワールドカップ通算9勝（2位3回3位4回）、1980/81シーズンには総合2位となっている。
オートバイのロードレースでノルウェーチャンピオンに3回輝いている。